# Хейндал, Катрин
Катрин Бротманн Хайндал (дат. Kathrine Brothmann Heindahl; род. 26 марта 1992, Нюборг, Южная Дания) — датская гандболистка, игрок сборной Дании. Призёр чемпионата мира и Европы.

## Карьера
Катрин Хейндал начала заниматься гандболом в датском клубе «Nyborg GIF». В 2007 году перешла в GOG. Она также играла на позиции линейной за клуб «Оденсе» в 2010 году, а затем перешла в «Твис Хольстебро». В сезоне 2012/2013 она выиграла Лигу Европы в составе своего клуба. После победы в 2013 году перешла в «Рандерс», где играла до 2017 года. Затем она подписала контракт с «Оденсе». В 2020 году перешла в основанный годом ранее московский ЦСКА и вместе с ним стала чемпионкой России (2020/2021).
Хейндал дебютировала за сборную Дании в матче против Турции 24 сентября 2010 года. 22 апреля 2011 года состоялся её пятый матч за сборную, после которого в течение трёх лет она не вызывалась в сборную. Однако в июне 2014 её снова вызвали выступать за Данию, она участвовала на чемпионате Европы 2016 года и заняла там четвёртое место. В ходе турнира Хайндаль забила шесть голов в восьми матчах. Через год она приняла участие в чемпионате мира в Германии. На чемпионате Европы 2020 года она вновь стала четвёртой, отметилась шестью голами на турнире.